# Avhysning
Avhysning innebär enligt utsökningsbalken förpliktelse för tidigare ägare eller nyttjanderättshavare att flytta från fastighet, bostadslägenhet eller annat utrymme i en byggnad.
Innan avhysning sker ska svaranden beredas tillfälle att yttra sig.
Avhysning ska genomföras så att skälig hänsyn tas till såväl sökandens intresse som svarandens situation. Om möjligt ska avhysning ske inom fyra veckor.
Kronofogdemyndigheten ska vid behov ombesörja transport av egendom som ska bortföras och hyra utrymme för förvaring av egendomen.

### Fotnoter
1. ↑  16 kap. artikel 1 Utsökningsbalken (1981:774)
2. ↑  16 kap. 2 § Utsökningsbalken (1981:774)
3. ↑  16 kap. 3 § Utsökningsbalken (1981:774)
4. ↑  16 kap. 6 § Utsökningsbalken (1981:774)